# My Heart Will Always Be the B-Side to My Tongue
My Heart Will Always Be the B-Side to My Tongue to drugi, tym razem akustyczny EP nagrany przez amerykański zespół poppunkowy Fall Out Boy. Płyta została wydana w maju 2004 roku przez florydzką wytwórnię Fueled by Ramen. Album, poza pięcioma utworami, które znalazły się na płycie CD, zawiera bonusowy materiał DVD, m.in. teledyski do utworów z poprzedniej płyty zespołu, Take This to Your Grave, wywiady, galerię fotograficzną czy relacje z prac nad nagrywaniem utworów w studiu.

## Lista utworów
1. "My Heart Is the Worst Kind of Weapon" – 3:22
2. "It's Not a Side Effect of the Cocaine, I Am Thinking It Must Be Love" – 2:11
3. "Nobody Puts Baby in the Corner" – 3:33
4. "Love Will Tear Us Apart" (cover Joy Division) – 3:22
5. "Grand Theft Autumn / Where Is Your Boy" – 3:12[a]

## Materiał DVD
1. Historia zespołu
2. Teledyski
3. Nagrywanie utworów akustycznych
4. Fragmenty wycięte, nieujawniane
5. Extra

## Wykonali
- Patrick Stump – śpiew, gitara, kompozycja utworów
- Peter Wentz – gitara basowa, śpiew towarzyszący, autor tekstów
- Joe Trohman – gitara
- Andy Hurley – perkusja